# North Acton
North Acton – stacja londyńskiego metra położona na trasie Central Line pomiędzy stacjami East Acton a Hanger Lane lub West Acton (kierując się w stronę Ealing Broadway), będąca na granicy drugiej i trzeciej strefy biletowej. Znajduje się w północnej części dzielnicy Acton w gminie London Borough of Ealing. Wejście na stację znajduje się przy Victoria Road.
Stacja została zbudowana przez brytyjską spółkę kolejową Great Western Railway, a jej otwarcie nastąpiło 5 listopada 1923 roku (razem ze stacją West Acton). 

## Połączenia
Stacja obsługiwana jest przez linie autobusowe 95, 260, 266, 440 i 487.

## Galeria

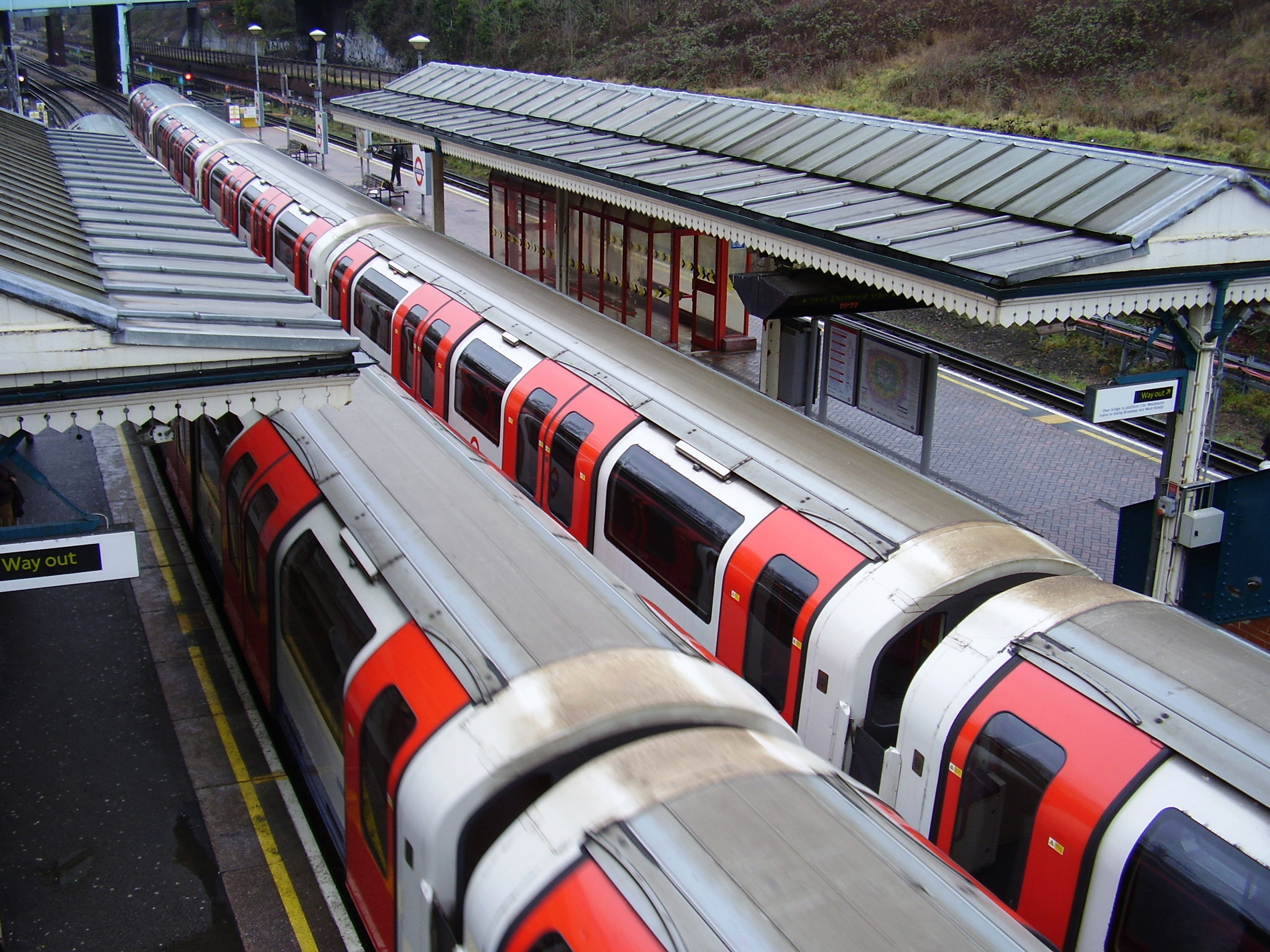
widok na zachód
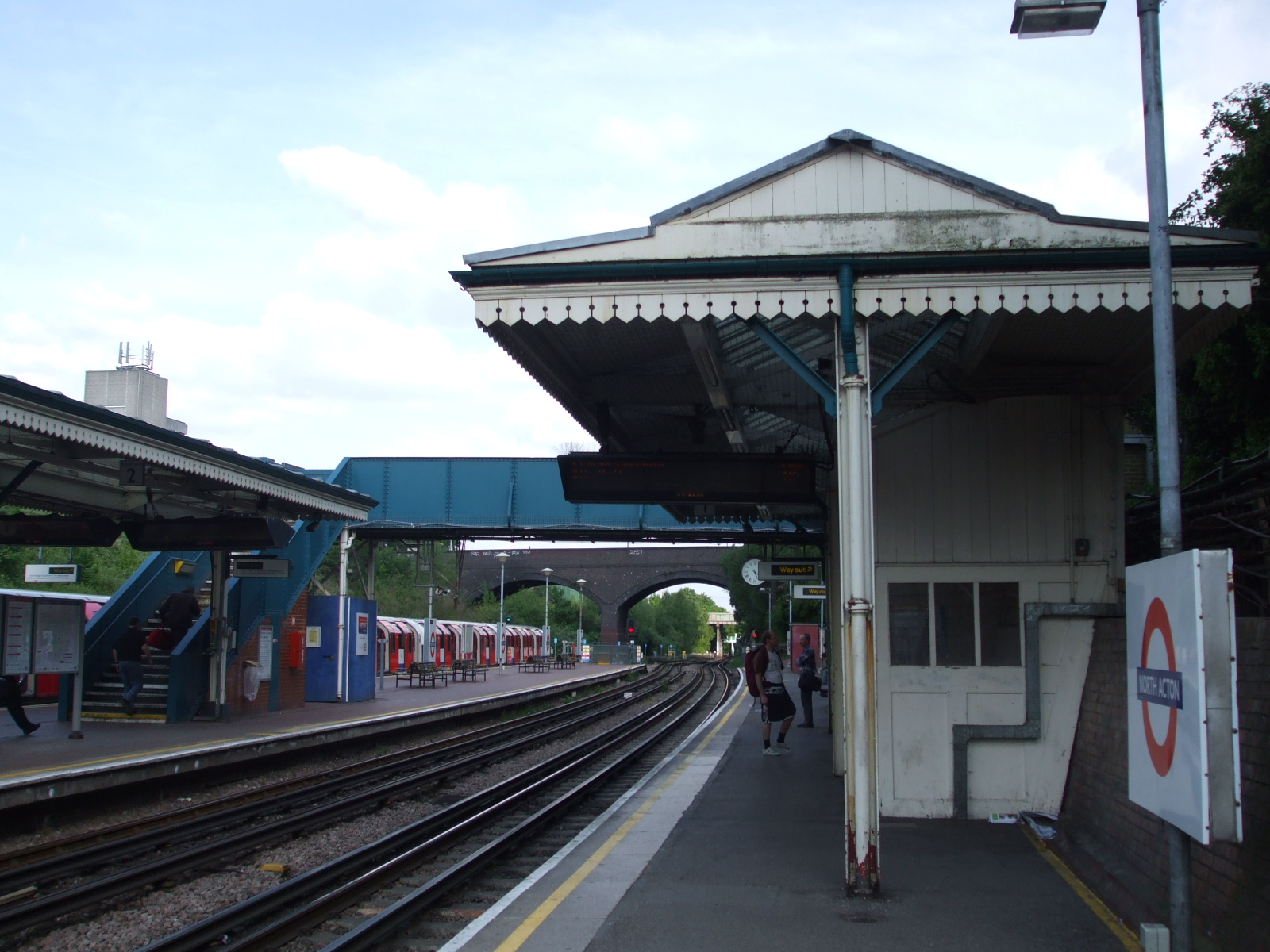
widok na wschód
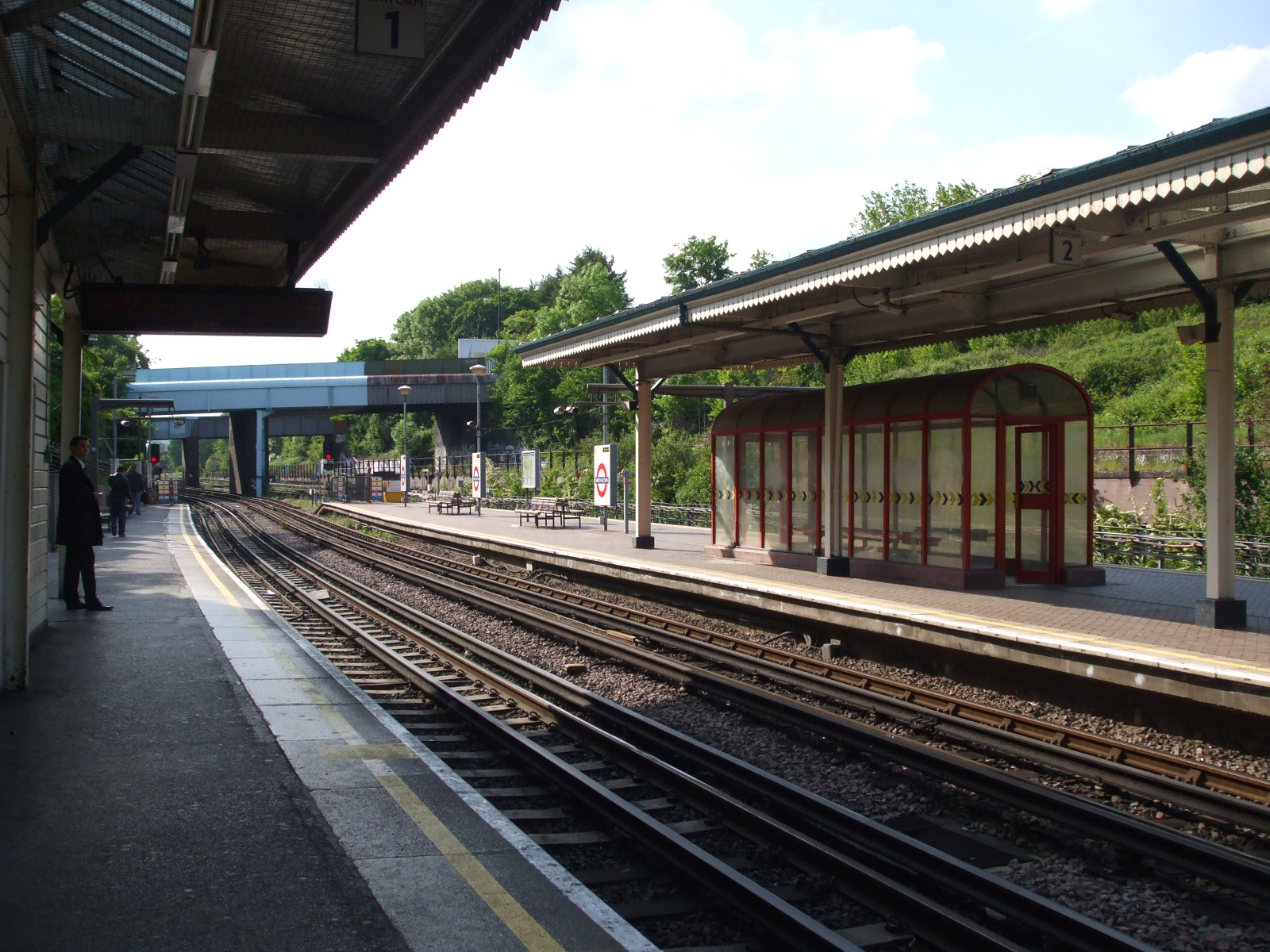
widok na zachód
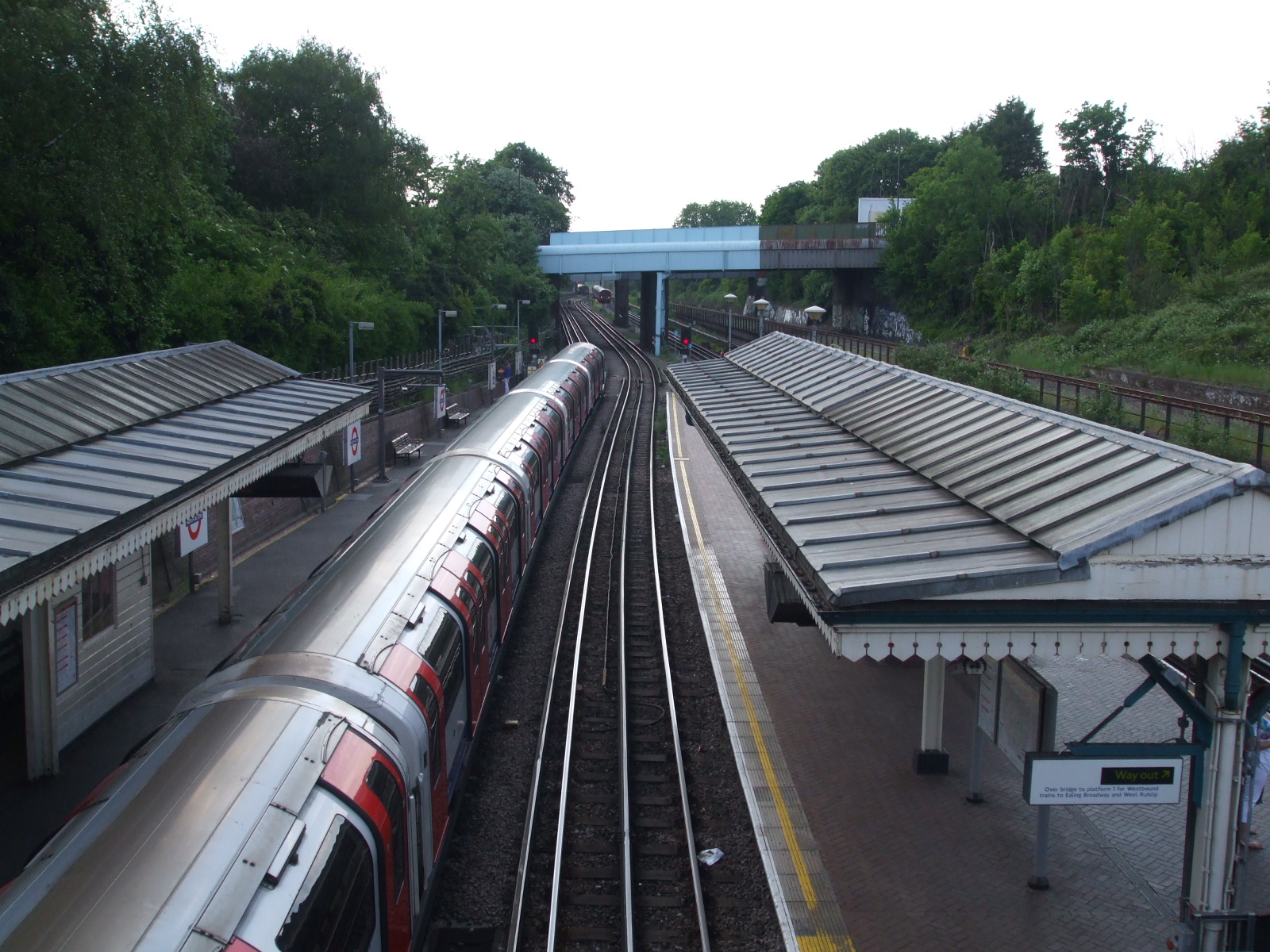
widok na zachód